# 霍齊韋爾

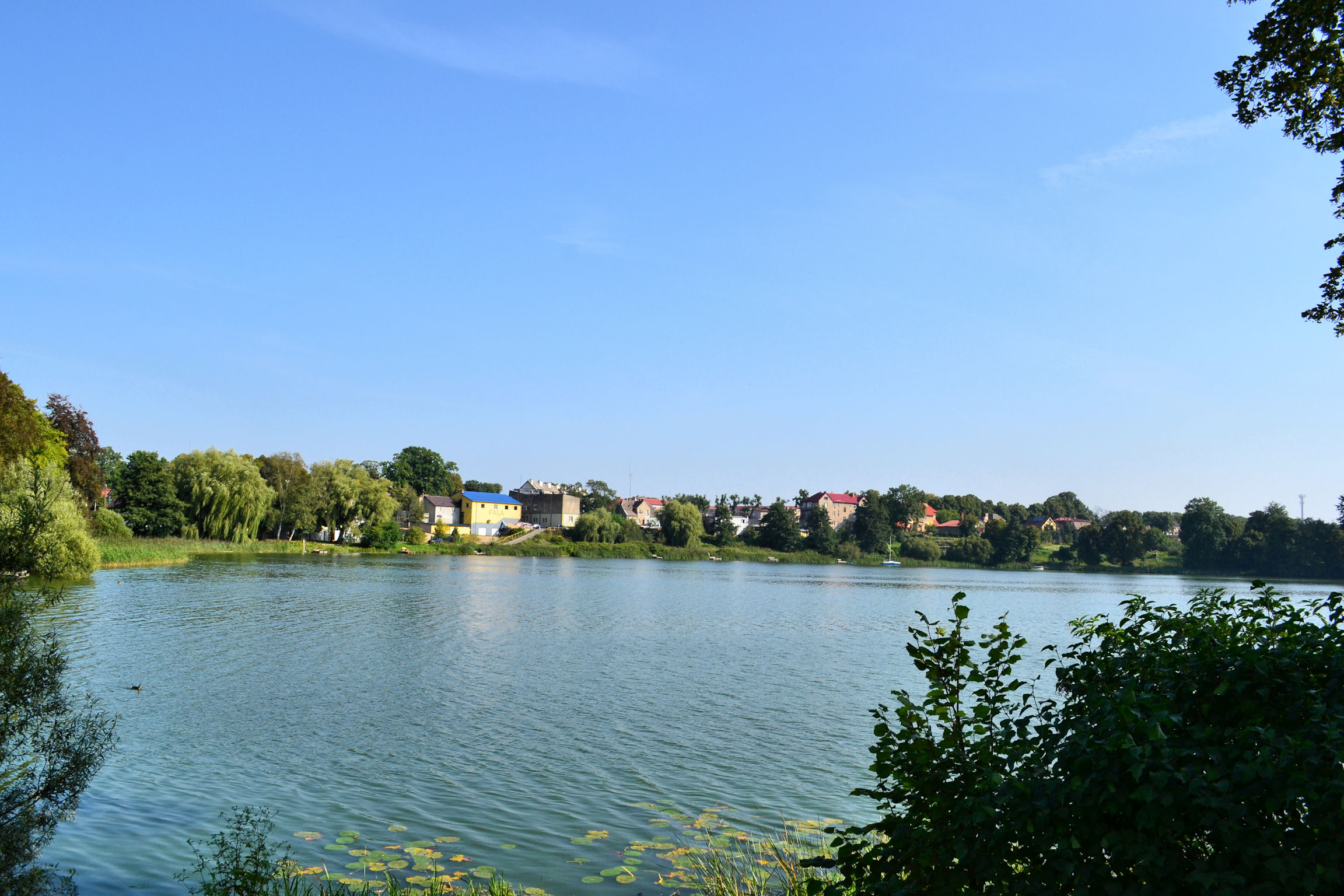
當地湖景（Starzyca）及湖邊建築群

霍齊韋爾（波蘭語：[xɔˈt͡ɕivɛl]）是波蘭的城鎮，位於該國西北部，由西波美拉尼亞省負責管轄，面積3.67平方公里，鎮上的天主教教堂建於十五世紀早期，2006年人口3,285。

## 外部連結
- Official town webpage
- Jewish Community in Chociwel （页面存档备份，存于） on Virtual Shtetl

53°28′N 15°21′E / 53.467°N 15.350°E